# Euploea numantia
Euploea numantia är en fjärilsart som beskrevs av Hans Fruhstorfer 1910. Euploea numantia ingår i släktet Euploea och familjen praktfjärilar. Inga underarter finns listade i Catalogue of Life.